# Chimalpopoca
Chimalpopoca, född 1397, död 1427, var en aztekisk tlatoani eller härskare 1417-1427. Hans namn på nahuatl betyder rykande sköld. Var antingen son till Huitzilihuitl, hans företrädare, eller till Acamapichtli, det vill säga bror till sin efterföljare. 